# Chan-Ok Choi
Chan-Ok Choi (kor. 최찬옥; * 11. Februar 1961 in Seoul, Südkorea) ist ein deutscher Berufssoldat und war zu seiner aktiven Wettkampfzeit international erfolgreicher Taekwondo-Sportler im Nadelgewicht. Choi leitete mehrere Jahre die Sportfördergruppe der Bundeswehr in Stuttgart. Nach deren Auflösung zum 31. Dezember 2008 wurde er in die Sportfördergruppe Köln versetzt, in der er auch bereits seinen Wehrdienst ableistete. Zukünftig wird der Berufssoldat in der Sportfördergruppe Köln und anschließend im dort neu zu gründenden Lagezentrum Spitzensport eingesetzt.

## Sportliche Laufbahn
Der gebürtige Südkoreaner mit deutscher Staatsbürgerschaft reiste im Alter von 11 Jahren in die Bundesrepublik Deutschland ein. Bis dahin trainierte er unter der Leitung seines Großvaters die in Korea beliebteste Sportart Baseball. In Deutschland übte er bis zu seinem 17. Lebensjahr die Sportarten Judo, Fußball, Turnen, Leichtathletik, Handball, Tischtennis und Karate aus, als er schließlich Ende der 1980er Jahre zur Kampfsport Taekwondo wechselte. Seine Trainer waren:
- 1976–1978: Ricardo Mercado Sierra (Karate Meister) Siersdorf-Aldenhoven.
- 1978–1980: Hermann-Josef Lehsmeister aus Baesweiler,
- 1980–1981: Klaus Langhoff aus Stolberg,
- 1981–1984: Hubert Leuchter und Wolfgang Ganser aus Stolberg,
- 1984–1986: Georg Dorff aus Köln
- 1986–1990: Kim Chul-hwan aus Aachen.

## Sportliche Erfolge
Choi war von 1982 bis 1990 Mitglied der Deutschen Taekwondo Nationalmannschaft (DTU). In dieser Zeit konnte er mehrere nationale und internationale Erfolge erringen:
- 8 × Deutscher Meister[2]
- 5 × Internationaler Deutscher Meister
- 6 × Internationaler Holländischer Meister
- Internationaler Französischer Meister
- Internationaler Türkischer Meister
- zweifacher Vizeeuropameister 1982 in Rom (Italien) und 1984 in Stuttgart[3]
- 3. Platz Weltmeisterschaft 1983, Kopenhagen (Dänemark)
- Europameister 1986 in Seefeld (Österreich)[3]
- 5. Platz bei den Olympischen Sommerspielen 1988 in Seoul (Korea) (Demonstrationswettbewerb)